# たかの台
たかの台（たかのだい）は、東京都小平市の地名。住居表示実施区域。「丁目」の設定のない単独町名である。郵便番号は187-0024。

## 地理
小平市の南西に位置する。
東から時計回りに、小平市津田町、小平市上水新町、小平市小川町、に隣接する。

### 河川
- 玉川上水

## 歴史

### 地名の由来
1962年（昭和37年）10月1日、小平市の市制施行にあわせて大字小川の一部から成立。町名は直接には駅名（鷹の台駅）から採られている。古い地名で「小川村字鷹野街道外」と呼ばれた地域の西側にあたる。小川村一帯は尾張徳川家の鷹場であり、「おたかの道」があった。

## 世帯数と人口
2022年（令和4年）4月1日現在の世帯数と人口は以下の通りである。
| 町丁     | 世帯数    | 人口    |
| -------- | --------- | ------- |
| たかの台 | 1,010世帯 | 1,938人 |

## 小・中学校の学区
市立小・中学校に通う場合、学区は以下の通りとなる。
| 番地 | 小学校                 | 中学校                 |
| ---- | ---------------------- | ---------------------- |
| 全域 | 小平市立小平第一小学校 | 小平市立小平第五中学校 |

## 交通

### 鉄道
| 街区内の駅                   |
| ---------------------------- |
| 国分寺線 - 鷹の台駅（SK 03） |

### バス
- 西武バス小平営業所が、周辺のバス路線を運行している。

### 道路
- たかの街道

## 施設
- 創価高等学校